# Guidonia ovata
Guidonia ovata là một loài thực vật có hoa trong họ Liễu. Loài này được (Lam.) Baill. mô tả khoa học đầu tiên năm 1884.